# マイケル・ウェストモア
マイケル・ジョージ・ウェストモア1世（Michael George Westmore I, 1938年3月22日 - ）は、アメリカ合衆国のメイクアップアーティストである。

## 人物
ウェストモア家に生まれる。『スタートレック』シリーズへの参加で知られ、エミー賞を9度受賞している。また『マスク』によりアカデミー賞メイクアップ賞を獲得している。1961年にユニバーサル・スタジオでキャリアが始まった後に40年以上にわたって映画やテレビで活躍したほか、CIAで国外諜報員向けのメイク道具の作成にも貢献した。

## 私生活とキャリア
カリフォルニア州ロサンゼルスで生まれる。父は同じくメイクアップアーティストのモンテ・ウェストモアである。妻はモデルのマリオン・ベルジェソン・ウェストモアであり、娘のマッケンジーを含む3人の子供をもうけている。また兄弟のマーヴィンとモンティもメイクアップアーティストである。ウェストモア家はハリウッドのメイクアップ事業に深く関わっており、彼の祖父のジョージ・ウェストモアは1917年に初めてスタジオにメイクアップ部門を設立した。父のモンテは『風と共に去りぬ』のメイクアップアーティスト、叔父のバド・ウェストモアは『大アマゾンの半魚人』のクリーチャーを共創したことで知られている。
1961年にカリフォルニア大学サンタバーバラ校を卒業した。彼はラムダ・カイ・アルファの会員であった。1961年に彼はユニバーサル・スタジオでメイクアップアーティストとして働き、3年後にはメイクアップ・アシスタント部長に昇進した。彼は1963年の映画『秘密殺人計画書』でジョン・チェンバースに師事した。ユニバーサルでの彼の初期の仕事には『マンスターズ』や『Land of the Lost』などがある。1970年代から80年代にかけて彼はフリーランスとなり、『ロッキー』や『レイジング・ブル』といった映画作品に参加した。また彼はトム・バーマンと共に中央情報局で国外諜報員が変装するためのメイクアップセットを作成した。2人が作ったこのセットは2011年に2000ドルで売られた。

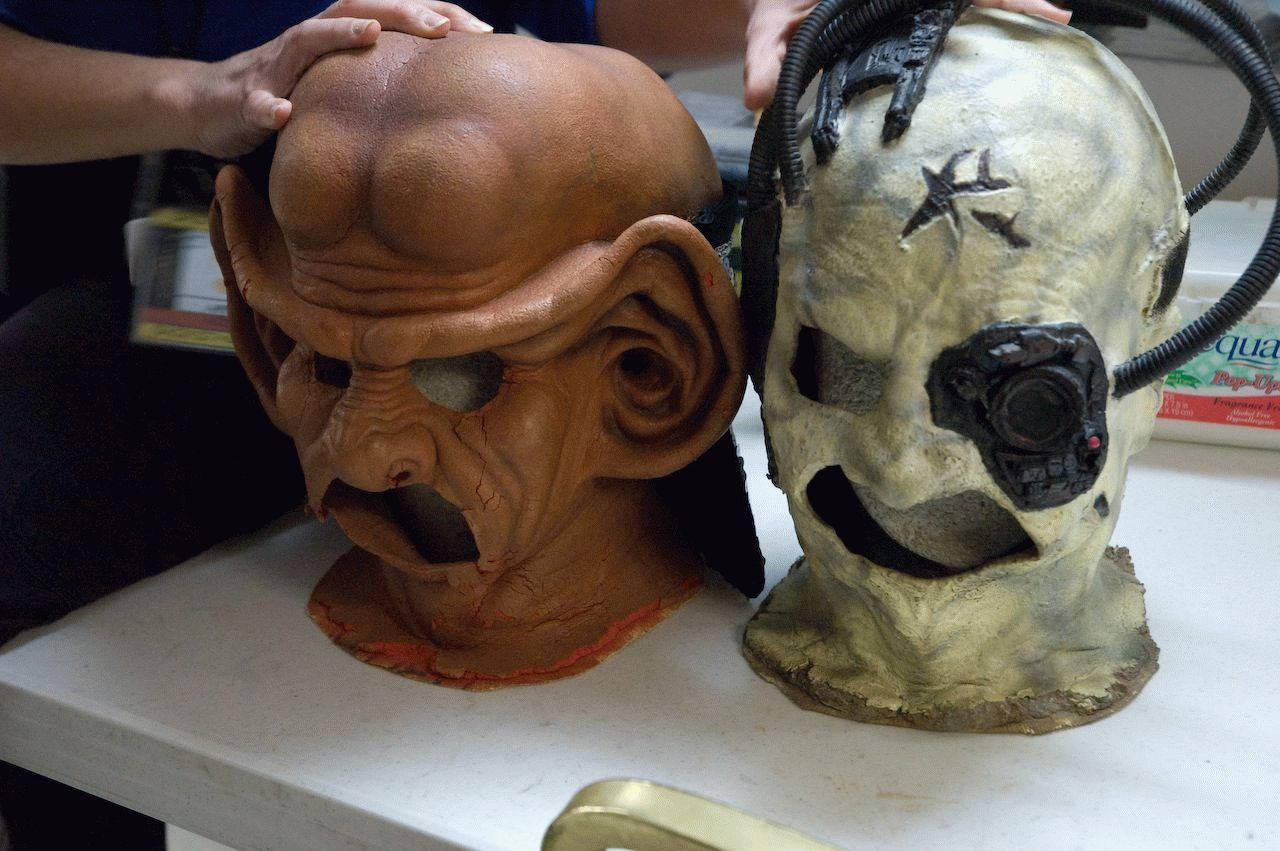
ウェストモアが『新スタートレック』で作成したフェレンギ（左）とボーグ（右）。

1985年にウェストモアは『Looking Your Best with Michael Westmore』というビデオ作品に出演した。彼は1986年に『新スタートレック』の仕事を任され、以後、『ディープ・スペース・ナイン』、『ヴォイジャー』、『エンタープライズ』と『スタートレック』のテレビシリーズに参加し続けた。これ以前は長編映画の仕事が多かった彼はテレビ番組への参加に不安を抱いていたが、妻と相談した後、1年間のプロジェクトのアイデアをポジティブに思うようになった。番組中に彼はフェレンギ人、カーデシア人、ジェムハダーといったエイリアン種族のメイクアップを創造し、さらにクリンゴン人のキャラクターに使われるメイクも作り上げた。彼の初期の役割の1つはブレント・スパイナーが演じるデータのメイクであった。彼は2005年に『エンタープライズ』が打ち切られた後に『スタートレック』を離れ。
『スタートレック』後に半引退状態となったウェストモアは『マスク』のミュージカル版に参加した。他にインドのタミル語映画『インドの仕置人』でカマル・ハーサンのメイクを担当した。またインド映画『Dasavathaaram』では18ヶ月にわたってハサーンが演じる10の異なるキャラクターのメイクを担当した。彼はプロデューサーとしても働き始めた他、2巻の自伝を書くことを計画した。さらにメイクアップ番組『Face Off』の第3シーズンの最終回では番組プレゼンターで娘のマッケンジーと共演した。

## 受賞とノミネート
| 賞           | 年   | 部門           | 作品                                | 結果       |
| ------------ | ---- | -------------- | ----------------------------------- | ---------- |
| アカデミー賞 | 1984 | メイクアップ賞 | 2010年                              | ノミネート |
| アカデミー賞 | 1985 | メイクアップ賞 | マスク                              | 受賞       |
| アカデミー賞 | 1986 | メイクアップ賞 | The Clan of the Cave Bear           | ノミネート |
| アカデミー賞 | 1996 | メイクアップ賞 | スタートレック ファーストコンタクト | ノミネート |

## 出版作品
- Westmore, Michael G. (1973). The Art of Theatrical Makeup for Stage and Screen. New York: McGraw-Hill. ISBN 9780070694859
- Westmore, Michael G.; Nazzaro, Joe (1993). The Official Star Trek: The Next Generation FX Journal. New York: Starlog Communications. ISBN 9780070694859
- Westmore, Michael G. (2000). Star Trek Aliens and Artifacts. New York: Pocket Books. ISBN 9780671042998